# Peresvet (laser)
Pour les articles homonymes, voir Peresvet.
Peresvet est un laser militaire russe, mis en œuvre à l'aide du transporteur de char KamAZ-65225.

## Historique
Il est annoncé lors du discours présidentiel russe au parlement de la fédération de Russie en 2018. Il constitue une nouvelle génération de véhicule laser après le 1K17 Szhatie, le SLK Sanguine et le 1K11 Stilet, restés à l'état de prototype durant l'Union soviétique, et prévu pour mettre hors service tout équipement de visée électro-optique de l'ennemi qu'il soit sur véhicule, missile ou aéronef.

## Description
Il peut abattre des drones et, selon les autorités russes, aveugler des satellites.

## Sites de déploiement
La Russie déploie ses systèmes mobiles sur 5 sites, tous à proximité de garnisons mobiles d'ICBM :
- 56.899222°N, 40.578117°E (Teykovo)
- 56.573328°N, 48.039010°E (Yoshkar Ola)
- 58.133634°N, 60.522106°E (Svobodnyy)
- 55.270300°N, 83.017993°E (Novosibirsk)
- 53.555585°N, 83.825132°E (Barnaul—image shown)

## Galerie d'images

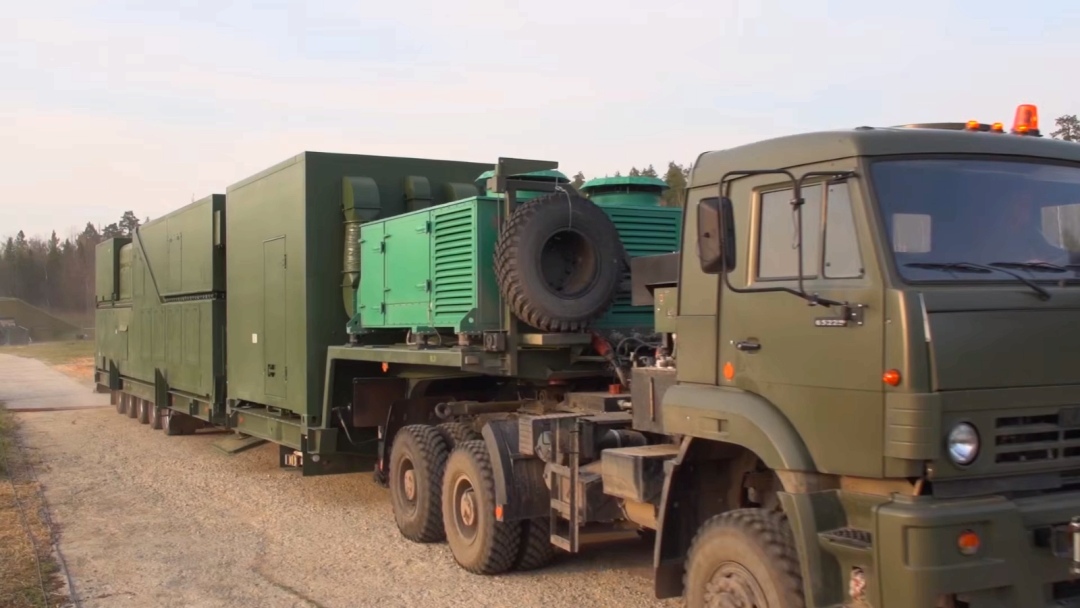
Configuration en déplacement
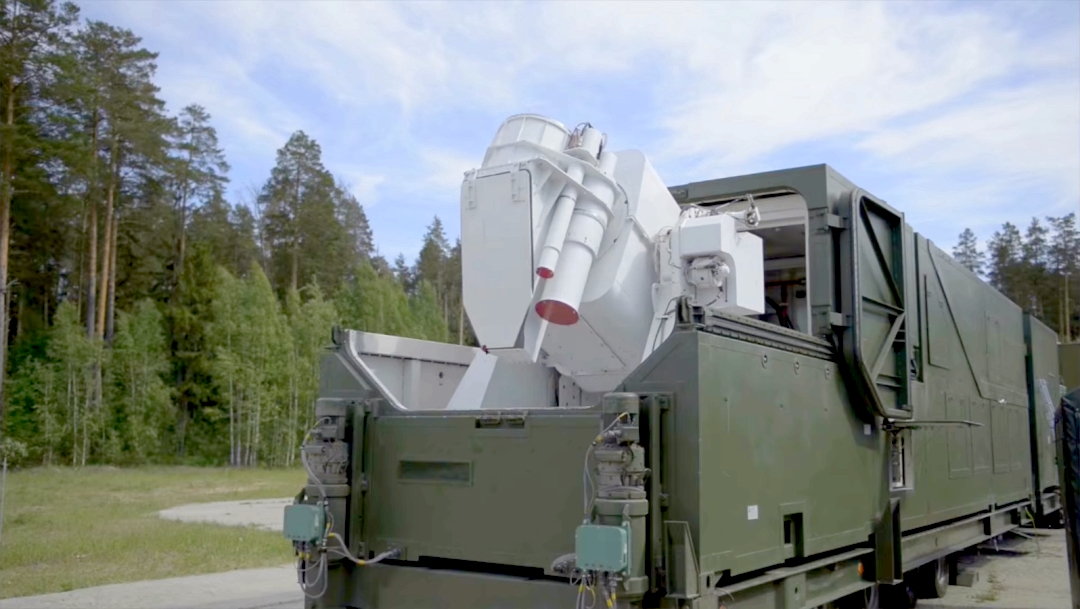
Transition à la configuration de combat
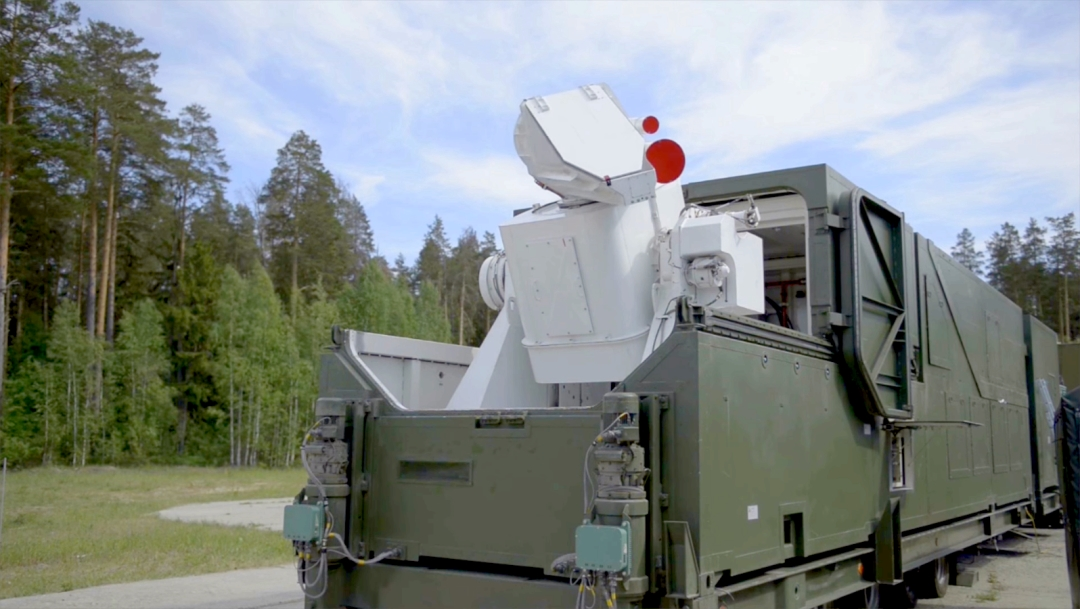
Configuration de combat
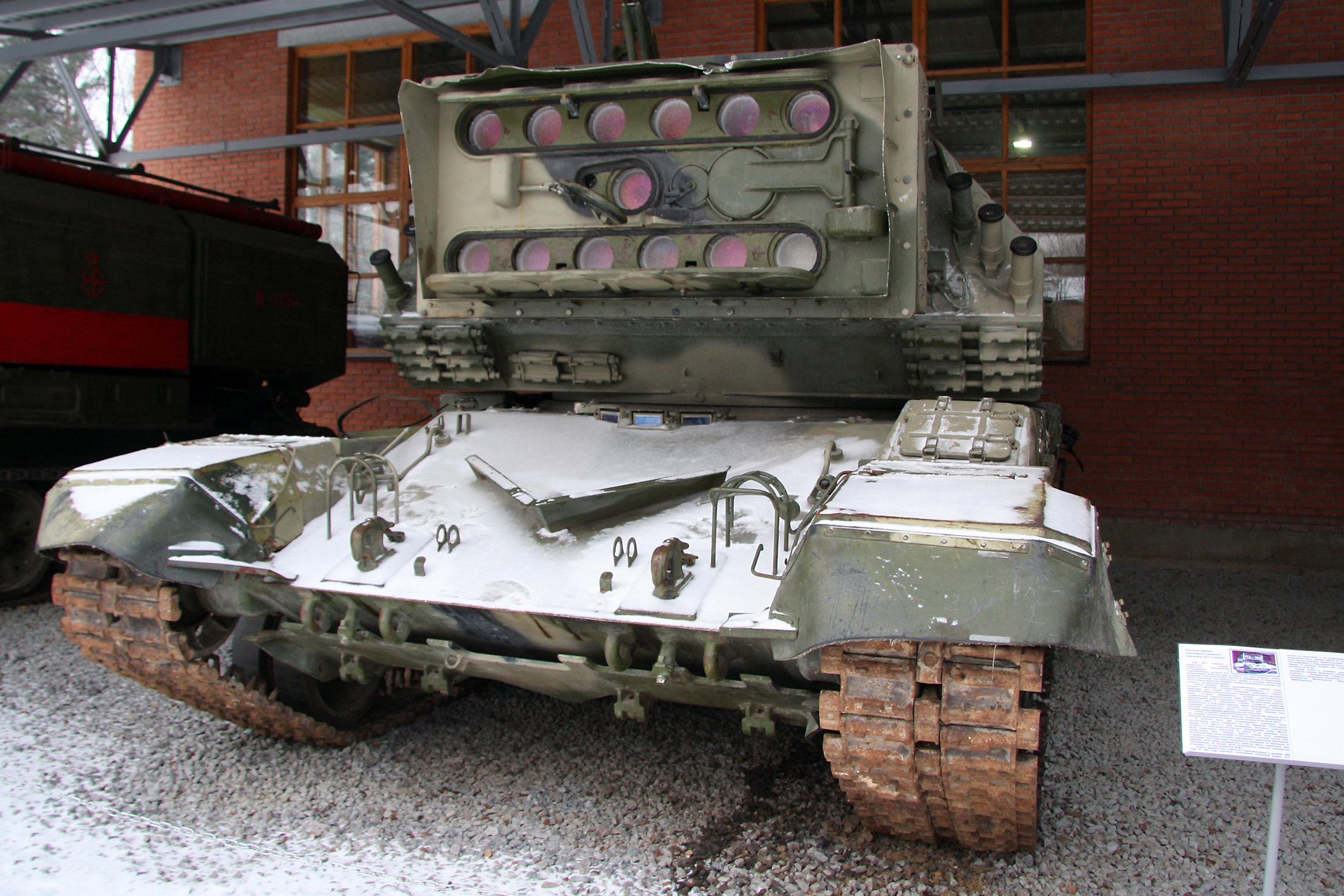
1K17 Szhatie, véhicule laser de l'Union soviétique et prédécesseur du Peresvet